# Méta-stéréotypes

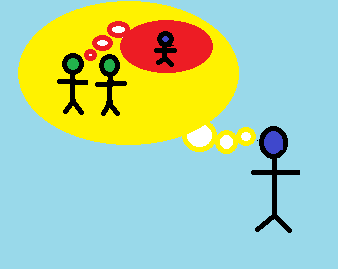
Ce que je pense que les autres pensent de moi.

Méta est un préfixe utilisé dans le vocabulaire scientifique principalement pour faire de l'auto-référence (c'est-à-dire de la réflexion sur l'objet-même) ou pour désigner un niveau d'abstraction supérieur. Tandis que le stéréotype fait référence à l'ensemble des idées et des représentations stables que nous pouvons entretenir à l'égard d'un groupe donné ou d'une classe sociale. Ainsi, un méta-stéréotype est une réflexion sur l'ensemble des représentations stables qu'autrui entretient à notre égard. En d'autres termes, le méta-stéréotype correspond à ce que nous pensons que l'autre pense de nous.
Le concept de méta-stéréotype est défini en psychologie sociale comme étant les croyances d’une personne concernant le stéréotype que les membres de l'exogroupe entretiennent à l’égard de son endogroupe,. Ce concept englobe donc l’opinion d’autrui dans le contexte des relations intergroupes. 
Ce concept représente un enjeu crucial dans les relations que les groupes entretiennent dans la société. Ce phénomène peut être source de  conflit, d'incompréhension mutuelle, ou encore de sentiment de mal être pour un groupe donné.  
Le méta-stéréotype doit être distingué du stéréotype ainsi que de la méta-perception. Cette dernière se réfère aux impressions d'un individu par rapport à ce qu’un autre individu pense de lui, sans que cela soit lié à son groupe d'appartenance. 
Une autre distinction doit être faite selon le niveau d'action du méta-stéréotype : au niveau individuel et au niveau groupal. Au niveau individuel, il est question du méta-stéréotype personnalisé, car la personne intériorise le méta-stéréotype. Par ailleurs, l'influence d'un méta-stéréotype sur un individu dépend du niveau d'identification (faible ou élevé) que  cette personne entretient avec son groupe d'appartenance. Par exemple, il est possible qu'un individu qui ait connaissance d'un stéréotype négatif que l'exogroupe entretient à l'égard de son propre groupe, ne ressente pas d'anxiété sociale lorsqu'il est en contact avec des membres de l'exogroupe simplement parce que personnellement, il a un faible niveau d'identification à son groupe d'appartenance. Au niveau groupal, ce même individu peut quand même avoir un méta-stéréotype négatif à propos de son propre groupe, sans toutefois se sentir personnellement impliqué par celui-ci.
Ce sont principalement des chercheurs de psychologie sociale, tels que Vorauer, Gordijn et Gomez, qui se sont intéressés aux méta-stéréotypes. Cependant outre la psychologie sociale, d'autres disciplines comme la philosophie ou encore la psychologie clinique se sont penchées sur le concept.

## Concept et définition
Le méta-stéréotype est développé par les individus d'un groupe donné à la suite d'un stéréotype émis par un exogroupe. Il ne s'agit pas d'une impression que les individus se font personnellement (comme dans le cas d'une méta-perception) mais de croyances qui sont communément partagées par l'endogroupe. Le contenu du méta-stéréotype est directement lié à la valence du stéréotype de base. Toutefois, il peut arriver que même si le contenu du stéréotype est positif, le méta-stéréotype ne le soit pas. Il existe différentes possibilités d'activation des méta-stéréotypes. Elles sont liées à la position des groupes dans la structure sociale, au pouvoir des groupes, à la perception de l'évaluation de l'autre, ainsi qu'à de nombreuses variables contextuelles. Une fois que le méta-stéréotype est activé, il produit différents effets. Ces effets se situent à différents niveaux : cognitif, affectif et comportemental. Les individus ne sont pas passifs face aux méta-stéréotypes. Ils peuvent les retourner d'une façon stratégique à leur avantage. De plus, les méta-stéréotypes peuvent être considérés comme déclencheurs de conflit ou de tensions intergroupes.

### Méta-stéréotype versus méta-perception
Les méta-perceptions diffèrent des méta-stéréotypes en ce sens qu’elles se situent au niveau individuel puisqu'elles sont basées sur des croyances personnelles de l’individu. Une méta-perception fait référence à la façon dont l'individu croit être perçu par l'autre, sans que cela soit lié à son groupe d'appartenance. Par exemple, une personne peut penser être perçue par une autre personne comme étant introvertie. Tout comme dans le cas du méta-stéréotype, une méta-perception peut influencer la qualité d'une relation entre les individus. En général, on peut s'attendre à ce que les individus tentent de contrôler les impressions qu'ils donnent d'eux-mêmes dans les relations intergroupes et dans les  relations interpersonnelles.
Les méta-stéréotypes ne sont pas à considérer comme des méta-cognitions "classiques" car ils ne concernent pas les pensées des personnes à propos de leurs propres pensées. Avec les méta-stéréotypes, on est dans les pensées des personnes à propos de pensées d'autres personnes, et plus particulièrement à propos des croyances stéréotypiques de ces autres personnes.

### Distinction entre le méta-stéréotype groupal et le méta-stéréotype personnalisé
Il faut distinguer les méta-stéréotypes en général des méta-stéréotypes qui sont personnalisés. Ces derniers correspondent à des “prévisions” de stéréotypes que l’on attribue à des personnes d’un exogroupe et qui nous concernent individuellement. C’est-à-dire qu’on pense qu’ils pourraient avoir à notre égard personnellement, certains stéréotypes, parce que nous faisons partie d’un groupe donné. Par exemple, un jeune d'origine étrangère assis dans un bus peut penser que les nationaux de souche tiennent fermement leur sac à main contre eux car il est d'origine étrangère et qu’on pense donc de lui qu’il est un voleur. Les méta-stéréotypes en général, par contre, peuvent concerner un groupe sans impliquer personnellement un individu. En tout cas, sans qu’il se sente personnellement visé par le méta-stéréotype. Par exemple, une personne d'origine étrangère peut penser que les nationaux de souche voient la jeunesse issue de l'immigration comme des délinquants alors même que cette personne ne se sent pas personnellement perçue par les autres comme étant un délinquant .

## Historique
Le concept du méta-stéréotype fut d'abord abordé en philosophie sous le concept de méta-perception. Il s'est ensuivi tout un cheminement à travers diverses disciplines qui ont mis en évidence une distinction entre le méta-stéréotype et la méta-perception. Selon ces disciplines, l'accent est mis sur l'un ou l'autre aspect du méta-stéréotype car les enjeux de celui-ci se situent à divers niveaux. En philosophie, il relève d'un niveau plus global lié à la manière dont un individu pense qu'il est perçu par les autres. En psychologie clinique, c'est plutôt l'importance accordée à ce concept dans la vie psychique d'un individu et les effets qui en découlent. Enfin, en psychologie sociale, l'accent se situe surtout au niveau des relations intergroupes. 

### Philosophie
En philosophie, Mead et al (1934) se sont demandé si les méta-perceptions étaient le fruit de nos propres perceptions ou bien si elles dépendaient de la façon dont nous pensions être perçus par autrui. Mead essaya donc de faire une distinction entre ce qu’il nomme la « conscience de soi » (la réaction par rapport  aux attitudes des autres) et le  « soi social » (adoption des attitudes des autres par l’individu).  Selon cette perspective, lorsqu’un individu tient compte de l’opinion d’autrui, il en tiendrait compte dans sa construction de soi mais aussi dans l’organisation de ses idées.

### Psychologie clinique
La psychologie clinique s’est intéressée à la gestion des relations interpersonnelles chez des individus souffrant d’anxiété sociale, ces derniers accordant une grande importance à ce que les autres pensent d’eux. Selon cette discipline, les individus socialement anxieux sont fort affectés lorsqu'ils se rendent compte que l’image qu’ils pensent renvoyer d’eux-mêmes, ne correspond pas à l’image qu’autrui a réellement d’eux .

### Psychologie sociale
Plus récemment (à partir des années 1990), c'est la psychologie sociale qui s'est penchée sur ce phénomène en faisant apparaître ce concept dans ses travaux, notamment ceux de Vorauer, véritable précurseur dans l'étude du méta-stéréotype.  Cependant, la signification attribuée au méta-stéréotype dans les premières années était différente de celle dont-on parle aujourd'hui. À cette période, le méta-stéréotype était uniquement utilisé dans une dimension culturelle. Il consistait à  comparer l'organisation d'une culture à celle d'une autre.

## La genèse des méta-stéréotypes
Les méta-stéréotypes sont développés en réaction à des stéréotypes issus des contacts intergroupes.

## L'activation des méta-stéréotypes
Il existe plusieurs facteurs qui interviennent dans l'activation des méta-stéréotypes. De façon non exhaustive, en voici quatre qui ont été mis en évidence par la psychologie sociale. 

### La position dans la structure sociale
Un élément important dans l'apparition des méta-stéréotypes est la position relative du groupe dans la structure sociale. Le fait d'appartenir à des groupes de statuts faibles ou à des groupes de statuts forts va modifier l'activation et l'application des méta-stéréotypes. Des expériences en psychologie sociale ont montré que les membres d'un groupe à statut social faible vont davantage activer et utiliser les méta-stéréotypes que les membres d'un groupe à statut fort. On peut expliquer ceci par la tendance des participants à prendre en compte l'avis de l'exogroupe. Il est possible que les membres d'un groupe à statut bas soient plus incertains quant à l'avis que l'exogroupe a{\displaystyle } envers eux. Les membres des groupes à bas statuts ont un plus grand besoin de se référer à leur environnement, y compris à la façon dont les autres les perçoivent.

### L'importance du pouvoir
Des expériences en psychologie sociale ont testé l'idée que le pouvoir diminue l'activation de méta-stéréotypes. Ces expériences montrent le rôle joué par le fait de tenir compte de la perspective des autres ou non. On peut dire que l'orientation psychologique dominante de ceux qui n'ont pas de pouvoir est de se demander comment les autres les perçoivent. Dans une situation intergroupes, ils sont donc davantage enclins à activer et appliquer des méta-stéréotypes. Par contre, ceux qui ont du pouvoir et du contrôle sont moins enclins à activer des méta-stéréotypes.

### La perception de l'évaluation de l'autre
On peut penser que l'importance accordée par un individu à l'opinion d'une autre personne dépend de la perception de l'évaluation qu'on attribue à cette personne. Cette perception se traduit en un certain contrôle de la personne sur des ressources (dans le sens d'informations externes reçues). Il s'agit donc d'une faculté de la personne de procéder à une évaluation correcte de ce qu'autrui pense de lui. Il faut comprendre que les groupes à haut statut social ont généralement accès à davantage de partage de ressources ou d'informations externes. Ceci expliquerait le déclenchement de fortes activations et d'usage des méta-stéréotypes au sein des groupes à bas statut.

### Des variables contextuelles
Il ne s'agit pas seulement d'une place dans la structure sociale car il faut tenir compte de variables contextuelles comme par exemple l'expertise attribuée à l'exogroupe dans un domaine particulier ou encore les objectifs poursuivis dans l'interaction intergroupe. Par exemple, la préoccupation que l'on développe à propos de l'avis d'un membre appartenant à un autre groupe augmente avec la perception que cet autre groupe a de l'expertise dans un domaine particulier: plus on lui attribue une spécialisation, plus on va se préoccuper de son avis concernant le domaine touché par cette spécialisation.

## Le contenu des méta-stéréotypes
Le contenu du méta-stéréotype est principalement déterminé par la valence du stéréotype véhiculé par l'exogroupe, cependant ce n'est pas toujours le cas. 

### La valence
La valence d'un méta-stéréotype peut être positive ou négative. Ce terme de valence, est à comprendre comme la valeur attribuée au méta-stéréotype dans le sens d'une qualité agréable ou désagréable que peut représenter le contenu de ce méta-stéréotype. Un exemple concret serait de dire que le jeune d'origine immigrée peut penser qu'autrui le considère comme un délinquant (valence négative) ou il peut penser qu'autrui le considère comme un être chaleureux (valence positive).

#### Utilisation des deux types de valence
L'effet du pouvoir sur l'activation et l'application des méta-stéréotypes n'est pas affecté par la valence de ces méta-stéréotypes. En d'autres termes, les personnes à moindre pouvoir utilisent conjointement des méta-stéréotypes négatifs et des méta-stéréotypes positifs. On utilise des méta-stéréotypes des deux types de valence de façon générale pour pouvoir prédire et comprendre le monde environnant. L'utilisation des deux types de valence est nécessaire car elle permet de construire du sens autour de l'exogroupe .

### Les stéréotypes
Malgré une valence positive, certains stéréotypes placent les groupes sur lesquels ils portent dans une position inférieure. C'est par exemple le cas des stéréotypes dits paternalistes. Ces stéréotypes infantilisent les groupes visés. En effet, les enfants sont aimés mais sont considérés comme étant inférieurs aux adultes. Il existe également dans la même lignée des stéréotypes ambivalents. Par exemple, les femmes sont considérées dans le milieu du travail comme étant plus chaleureuses que les hommes mais aussi moins compétentes que ces derniers.

## Effets du méta-stéréotype
De façon non exhaustive, différents effets correspondent aux méta-stéréotypes. Ils peuvent être d'ordre cognitif, d'ordre affectif, et d'ordre comportemental.

### Effets cognitifs
Certains membres d’un groupe peuvent avoir des doutes quant à la véracité d'un stéréotype émis par les membres d'un autre groupe. Face à ces doutes, les individus peuvent mettre en place deux stratégies cognitives. Premièrement, certains membres vont continuer à  penser que leur propre perception est correcte et ils sont donc en désaccord avec le stéréotype négatif émis par l'autre groupe. On peut s'attendre alors à ce qu'ils fassent preuve de sentiments négatifs à l’égard de l’exogroupe et par conséquent vont mettre en place un stéréotype négatif envers ce dernier car ils estiment que ce groupe est injuste. Une illustration serait un groupe d'origine immigrée qui réfute un stéréotype négatif que les membres d'une société d'accueil émettent à leur encontre. Par exemple, penser que ce sont des profiteurs du système de la sécurité sociale. Si le groupe visé ne pense pas que ce stéréotype lui soit attribuable, cela peut engendrer une perception de discrimination et il finira par avoir un point de vue négatif à l'égard des membres de la société d'accueil. Deuxièmement, tandis que certaines personnes peuvent être incertaines quant au fait qu’elles possèdent réellement les traits du stéréotype attribué par l'exogroupe, d’autres, au contraire, peuvent penser qu’elles possèdent réellement ces traits. Ici, ce serait le cas de membres du groupe d'origine immigrée qui pensent qu'ils sont réellement des profiteurs du système social. Dans tous les cas, le fait de croire dans ces attributs négatifs cause une perception de menace et peut résulter en une désidentification de son propre groupe ainsi qu’en une baisse de l’estime de soi. 
Des études en psychologie sociale ont montré que des individus confrontés à des méta-stéréotypes négatifs sont plus motivés d'infirmer ces réputations négatives que de les accepter. Cela dit, il existe des situations où la confirmation des méta-stéréotypes, plutôt que l'infirmation de ceux-ci est la stratégie préférée par les membres de l'endogroupe. Dans des conditions de conflit intergroupe, les personnes ont tendance à se distancer de l'exogroupe. Dans ces cas-là, les personnes ont tendance à assimiler leurs comportements aux méta-stéréotypes négatifs. De plus, les individus plus fortement victimes de préjugés seraient davantage enclins à assimiler, au lieu d'infirmer, le méta-stéréotype négatif qui porte sur leur groupe. À l'inverse, les individus moins victimes de préjugés seraient moins enclins à assimiler le méta-stéréotype négatif .
En d'autres termes, le méta-stéréotype peut parfois s'apparenter au processus de prédictions créatrices, c'est-à-dire qu'à force de croire que le méta-stéréotype est justifié et vrai, il finit par se confirmer pour le groupe sur lequel il porte. Il y a une sorte d'assimilation comportementale du méta-stéréotype.
Enfin, un individu peut être plus ou moins sensible au méta-stéréotype en fonction de l'importance qu'il accorde au soi public (soi social). Cela implique qu'un individu qui est sensible à l'évaluation faite par un membre de l'exogroupe, aurait lui-même tendance à activer une pensée méta-stéréotypée.

### Effets affectifs
Si beaucoup de croyances méta-stéréotypiques sont plutôt négatives dans leur valence, il est probable que ces croyances vont induire des sentiments négatifs d'anxiété voire de menace chez les individus. Le sentiment d'être stéréotypé par les membres de l'exogroupe a pour conséquence non seulement de créer des émotions négatives lors des contacts intergroupes, mais aussi de diminuer l'estime de soi chez l'individu. Une réaction à ces croyances méta-stéréotypiques serait donc l'évitement. Nous pouvons en déduire que c'est lorsque les rencontres intergroupes provoquent de l'anxiété, que les personnes ont tendance à éviter les membres de l'exogroupe.

### Effets comportementaux
Les méta-stéréotypes peuvent avoir des effets sur les comportements. Cela se produit lorsque les individus pensent que les croyances de l’exogroupe par rapport à leur propre groupe sont négatives ou inconsistantes avec leurs propres auto-stéréotypes. De là, trois conséquences peuvent découler : éviter le contact avec ce groupe, choisir d’établir une interaction ou avoir une réaction hostile vis-à-vis de l’exogroupe. 
De façon générale, les personnes peuvent décider d'intégrer le méta-stéréotype ou bien, ils peuvent décider de s'en distancier. Les comportements des personnes en seront directement ou indirectement influencés. De plus, le méta-stéréotype peut influencer négativement l'identité sociale des individus. Néanmoins, ce propos doit être nuancé puisque les évaluations négatives de l'exogroupe peuvent parfois servir de soutien pour l'identité sociale. Dans certaines circonstances, un groupe peut préférer être vu de façon négative par un exogroupe car cela lui permet de réhausser son identité sociale. Les comportements en seront alors influencés.

## La dimension situationnelle
Le contexte influence l’importance du méta-stéréotype mais cela dépend également du statut de l’exogroupe. Par exemple, en Espagne, lorsque les madrilènes développent un méta-stéréotype en réaction aux stéréotypes émis par des catalans (il existe un statut similaire entre ces deux groupes et un haut degré de compétitivité entre eux), l'effet produit est complètement différent que si l’exogroupe est andalous (statut inférieur de ce groupe). 
Des chercheurs en psychologie sociale ont étudié l'influence des méta-stéréotypes dans différents contextes situationnels. Dans une première étude, ils ont démontré que les femmes avaient les mêmes méta-stéréotypes à propos des hommes en situation de rendez-vous galant qu'en situation de travail. Cependant, ils ont montré qu'elles vivent le méta-stéréotype comme plus positif quand elles sont en rendez-vous galant que quand elles travaillent avec les hommes. Dans cette étude, les méta-stéréotypes des femmes concernant les hommes sont qu'ils les considèrent comme douces, aux petits soins et sensibles (dans les deux contextes décrits). Dans une deuxième étude, les chercheurs ont démontré que les femmes ont tendance à agir fidèlement à ces méta-stéréotypes dans deux cas. Premièrement, elles agissent fidèlement à ceux-ci lorsqu'elles apprécient l'homme qu'elles vont rencontrer (et donc l'homme qui va les "évaluer"). Deuxièmement, elles agissent fidèlement à ceux-ci lorsque le méta-stéréotype est vécu comme positif (en situation de rendez-vous). La conclusion de cette étude nous apprend donc que le fait d'apprécier la personne provoque davantage d'activation de méta-stéréotypes, ce qui dans le contexte du rendez-vous (et pas dans le contexte du travail) augmente les intentions de se comporter fidèlement à ceux-ci. On est donc dans l'assimilation aux méta-stéréotypes. On retient encore une fois que la valence d'un méta-stéréotype varie selon les contextes et qu'on obtient différentes intentions de comportement selon qu'il y a appréciation ou non de l'exogroupe.

## L'utilisation stratégique du méta-stéréotype
En psychologie sociale, une approche des représentations sociales suggère que vouloir changer la façon dont les gens interprètent le monde, implique de travailler sur nos croyances à propos des croyances des autres. Cette approche souligne le rôle et le pouvoir des médias de masse dans le contexte social. Les messages véhiculés par les médias de masse sont vécus comme des expériences collectives qui peuvent changer les perceptions des normes sociales acceptables dans les rapports intergroupes et intragroupes. Prenons par exemple le cas d'un lecteur (même s'il est sceptique) face à ce qu'il lit ou voit. À force d'être confronté à beaucoup de personnes qui véhiculent le message des médias, il peut finir par croire que c'est peut-être la bonne interprétation des évènements. Il peut ainsi s’autocensurer. 
C'est ici qu'entre en jeu l'utilisation stratégique du méta-stéréotype. Afin d'améliorer son image, un endogroupe peut finir par créer des stéréotypes positifs sur soi-même et les diffuser tant parmi les membres de l'endogroupe que parmi l'exogroupe. Le cas du mouvement Black is beautiful (en) en est un exemple concret. Tout se passe comme si à force d'être confronté au même message exprimé par de plus en plus de personnes, un schème de pensées finit par s'installer chez l'individu : si les gens le disent, c'est qu'ils le pensent et si autant de gens le pensent alors c'est peut-être vrai.
Afin de rendre concrète l’utilisation stratégique des méta-stéréotypes, des chercheurs scientifiques ont mis au point une expérience dans laquelle trois variables sont manipulées : l’identification au groupe d’appartenance (faible-forte), le groupe d’appartenance (nationalités) des chercheurs qui conduisent l’étude, ainsi que la saillance ou non du méta-stéréotype. L'objectif est d'observer l’influence du groupe d’appartenance des chercheurs sur la stratégie de présentation de soi des participants. Dans cette étude, le groupe d’appartenance des participants n'est pas forcément le même que celui des chercheurs. Il est demandé aux participants de choisir des traits qui caractérisent leur groupe d’appartenance. Les résultats ont montré que les individus agissent stratégiquement dans leurs choix de réponses, en fonction du groupe d’appartenance du chercheur auquel ils pensent s’adresser. En effet, il ressort que lorsque les participants pensent s’adresser à un chercheur appartenant à un autre groupe que le leur, ils sélectionnent principalement les méta-stéréotypes ayant un contenu positif et beaucoup moins ceux ayant un contenu négatif. Néanmoins, ceci se produit uniquement lorsque le méta-stéréotype est saillant. Enfin, les auteurs affirment que ces résultats se sont vérifiés aussi bien pour des participants s’identifiant faiblement que fortement à leur groupe d’appartenance.
Une autre utilisation stratégique est la tentative des individus de modifier les méta-stéréotypes à leur avantage en essayant de confirmer les traits positifs, tout en infirmant les traits négatifs. Par contre, d'autres individus peuvent d'adopter la stratégie inverse en agissant conformément au stéréotype négatif lorsqu'il y a un conflit entre l'endogroupe et l'exogroupe.

## Un cas concret de l'utilisation stratégique d'un méta-stéréotype

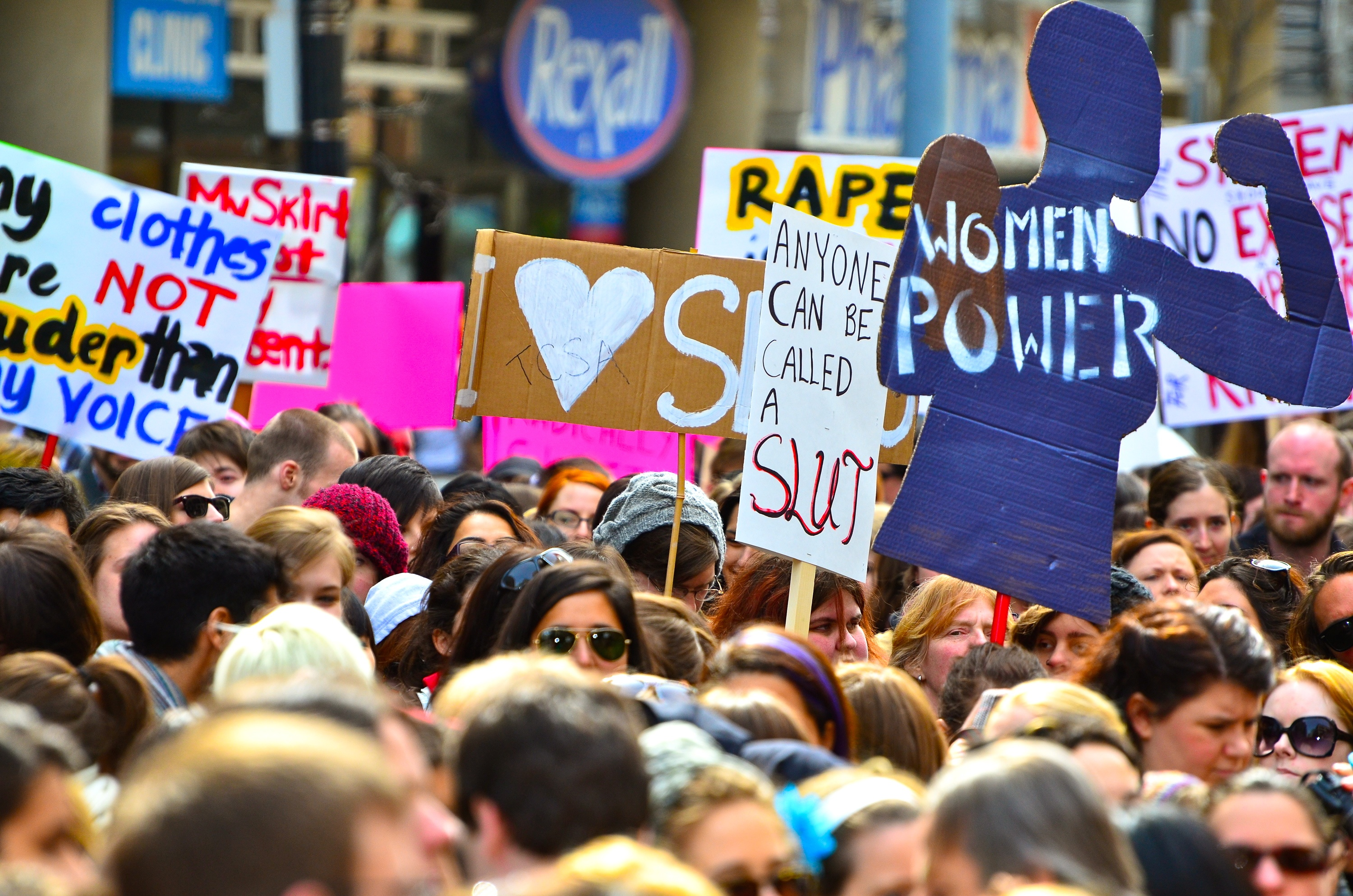
Le 3 avril 2011, la « marche des salopes » à Toronto.

Le 3 avril 2011 a eu lieu la « marche des salopes » (« slutwalk ») à Toronto (Canada). Cette marche et son nom font à la suite des propos d’un officier de police qui quelques mois plus tôt déclarait que les femmes feraient mieux de ne pas s’habiller comme des traînées (slut) pour éviter d’être victimes  d’agression en tout genre. Plusieurs femmes de la société canadienne, choquées par ces propos, ont décidé de manifester dans la rue, habillées légèrement (voire dénudées) avec des tenues qui correspondent à l’image de « la femme traînée » qu'ont d'elles les hommes. 
L’attitude adoptée par ces manifestantes montre la lutte ironique contre le stéréotype en vigueur dans la plupart des sociétés et qui consiste à dire qu'une femme habillée de façon provocante est une traînée. De ce stéréotype en découle un méta-stéréotype que ressentent certaines femmes et qui a pour contenu : « parce que je suis une femme et que je porte des vêtements très féminins, je crois que les hommes me verront forcément comme une fille facile. Après tout, c’est le stéréotype qui court dans la société. » En descendant dans les rues habillées de manière provocante, ces femmes jouent sur ce stéréotype tout en voulant démontrer son absurdité et son illégitimité.

## Du méta-stéréotype au conflit
Des chercheurs en psychologie sociale ont développé une analyse des conflits intergroupes sur base de la théorie des représentations sociales de Moscovici (1961). Ils redéfinissent les représentations sociales comme étant d'abord des connaissances partagées, des interprétations collectives. Elles sont également des méta-connaissances (nous pensons que c'est ce que pensent les autres). D'après les auteurs, elles ont aussi une valeur de  communications promulguées et elles contraignent à  des pratiques sociales spécifiques. Ils citent le salut nazi comme illustration de ce phénomène. Le fait de saluer de la même manière crée une illusion de consensus parmi la population, ce qui décourage tout comportement dissonant. Pour finir, les représentations sociales sont des assertions qui modulent le monde. Elles prédéterminent quelles formes d'action sont envisageables et lesquelles ne le sont pas. Les représentations sociales agissent souvent comme des prédictions créatrices, dans le sens où elles créent des pratiques sociales et ensuite les maintiennent. 
Ces représentations sociales peuvent devenir des méta-stéréotypes si c'est ce que nous pensons que les autres pensent de notre endogroupe de manière générale et plus au moins stable. 
Selon ces chercheurs, le conflit commence quand l'idée du conflit devient une représentation partagée. Ils se sont rendu compte à travers l'étude du conflit en Yougoslavie que les individus disent qu'il y a conflit non pas quand ils en ont fait l'expérience personnelle mais quand les médias le déclarent. Peu de temps avant l'annonce du conflit, les mariages mixtes entre serbes et croates ne posaient pas de problèmes. Cependant, une fois le conflit proclamé, tout le monde s'est insurgé contre ces mariages mixtes. Selon les chercheurs, ce sont les méta-connaissances qui sont la force conductrice à une dégradation rapide des rapports intergroupes. Dans le début des années 1990, les citoyens de Yougoslavie entretenaient des bons rapports les uns avec les autres, même si des tensions entre certains groupes ethniques existaient dans le pays. Les médias ont commencé à annoncer de plus en plus de conflits et dès lors les citoyens ont commencé à croire qu'il y avait un vrai conflit ethnique, même s'ils n'en avaient pas fait eux-mêmes l'expérience dans leur quartier ou dans leur travail. Pour trancher la question d'un conflit réel ou non, les personnes ne se sont pas appuyées sur leur propre vécu avec les individus de l'autre origine (par exemple des voisins de quartier) mais bien sur l'opinion majoritaire qu'ils attribuaient aux membres de l'exo-groupe. Par ailleurs, ils avaient un risque élevé de se faire rejeter par leur propre endogroupe s'ils avaient continué à maintenir la solidarité inter-ethnique. 
Ainsi, dans un contexte pré-conflictuel de tensions, les méta-stéréotypes déterminent en grande mesure le comportement que l'on va adopter vis-à-vis de l'exogroupe. 
Par ailleurs, il a également été mis en évidence que des leaders politiques évoquent différents contextes pour rendre plausible les positionnements des groupes dans un conflit. Par exemple, pour démontrer un statut de victime pour légitimer l'aide et la protection des forces internationales ou encore pour persuader l'endogroupe d'être dans son bon droit. Il arrive même que le même leader se réfère à différents contextes à différents moments en fonction des possibilités politiques et/ou de la stratégie qu'il adopte. C'est d'une certaine façon jouer sur le méta-stéréotype, puisque le leader se sert de ce que l'endogroupe croit que les autres pensent d'eux pour les mobiliser vers une action particulière.